# Brachystelma edule
Brachystelma edule är en oleanderväxtart som beskrevs av Collett och Hemsley. Brachystelma edule ingår i släktet Brachystelma och familjen oleanderväxter. Inga underarter finns listade i Catalogue of Life.